# Nymphon subtile
Nymphon subtile är en havsspindelart som beskrevs av Loman, J.C.C. 1923. Nymphon subtile ingår i släktet Nymphon och familjen Nymphonidae. Inga underarter finns listade i Catalogue of Life.